# اريك واتسون (رجل أعمال)
اريك واتسون (بالإنجليزية: Eric Watson)‏ هو شخصية أعمال نيوزيلندي، ولد في 1959.